# Capel-le-Ferne
Capel-le-Ferne è un villaggio e parrocchia civile dell'Inghilterra, appartenente alla contea del Kent. Il paese è collocato a nord est di Folkestone e si trova in cima alle Scogliere di Dover. Il Tunnel della Manica passa sotto la parte più settentrionale del villaggio. Capel-le-Ferne è anche il luogo in cui si trova il memoriale della Battaglia d'Inghilterra. Esso venne inaugurato l'8 luglio 1993 dalla regina Elizabeth Bowes-Lyon. Ad est del paese, in direzione di Dover, vi si trova il parco dello Samphire Hoe.